# St-Pierre de Montmartre

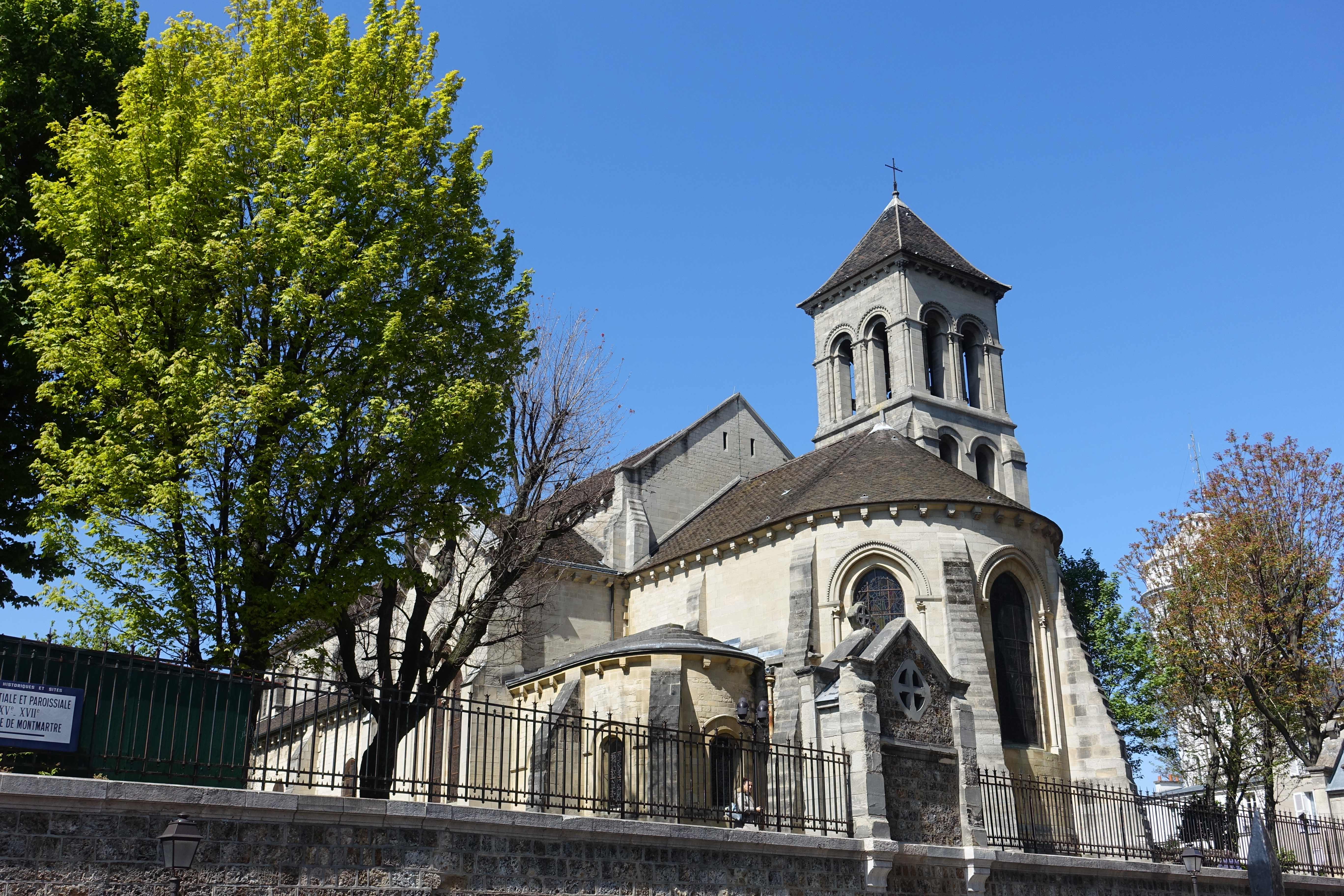
Pfarrkirche Saint-Pierre de Montmartre

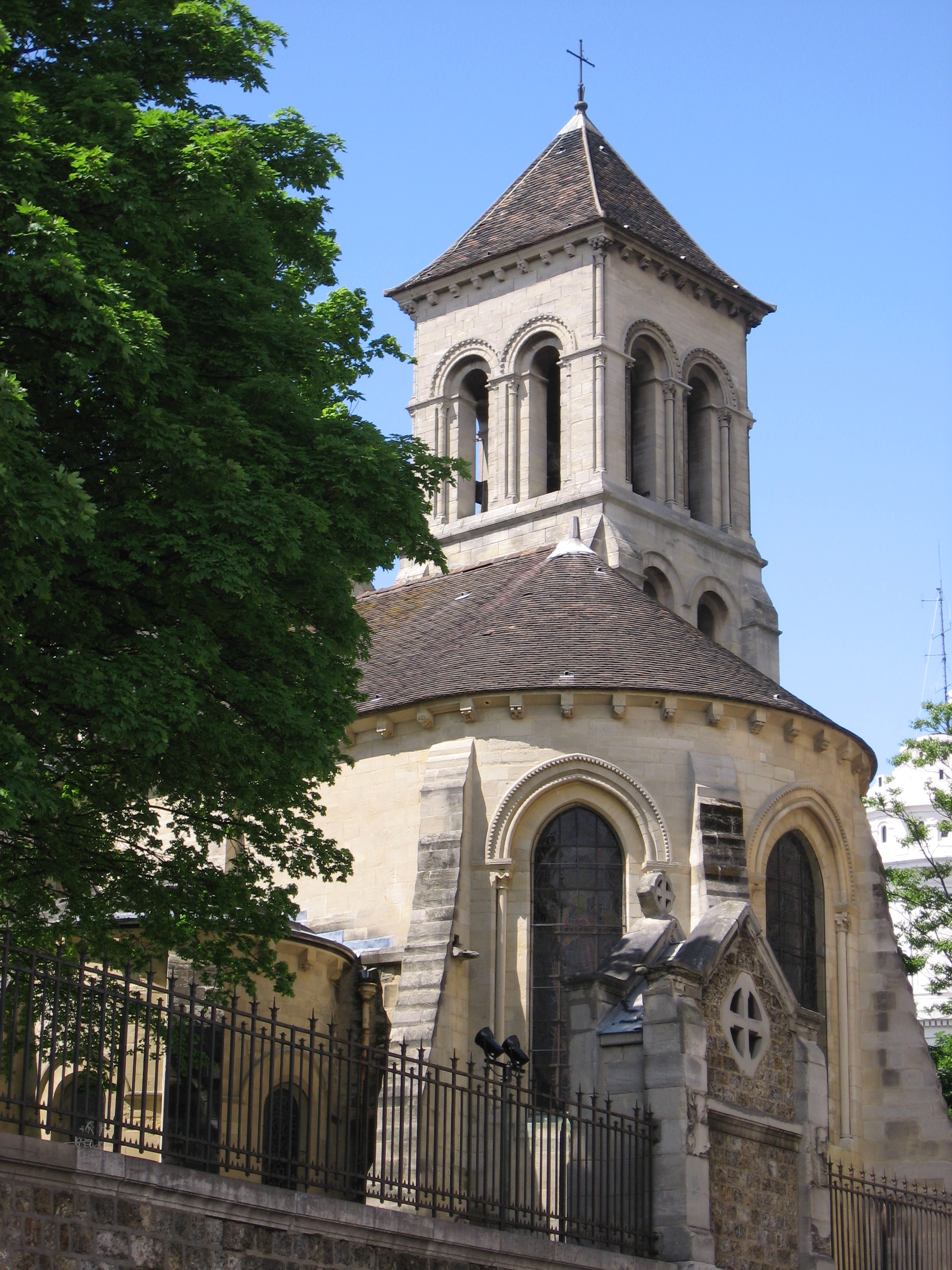
Chor und Turm

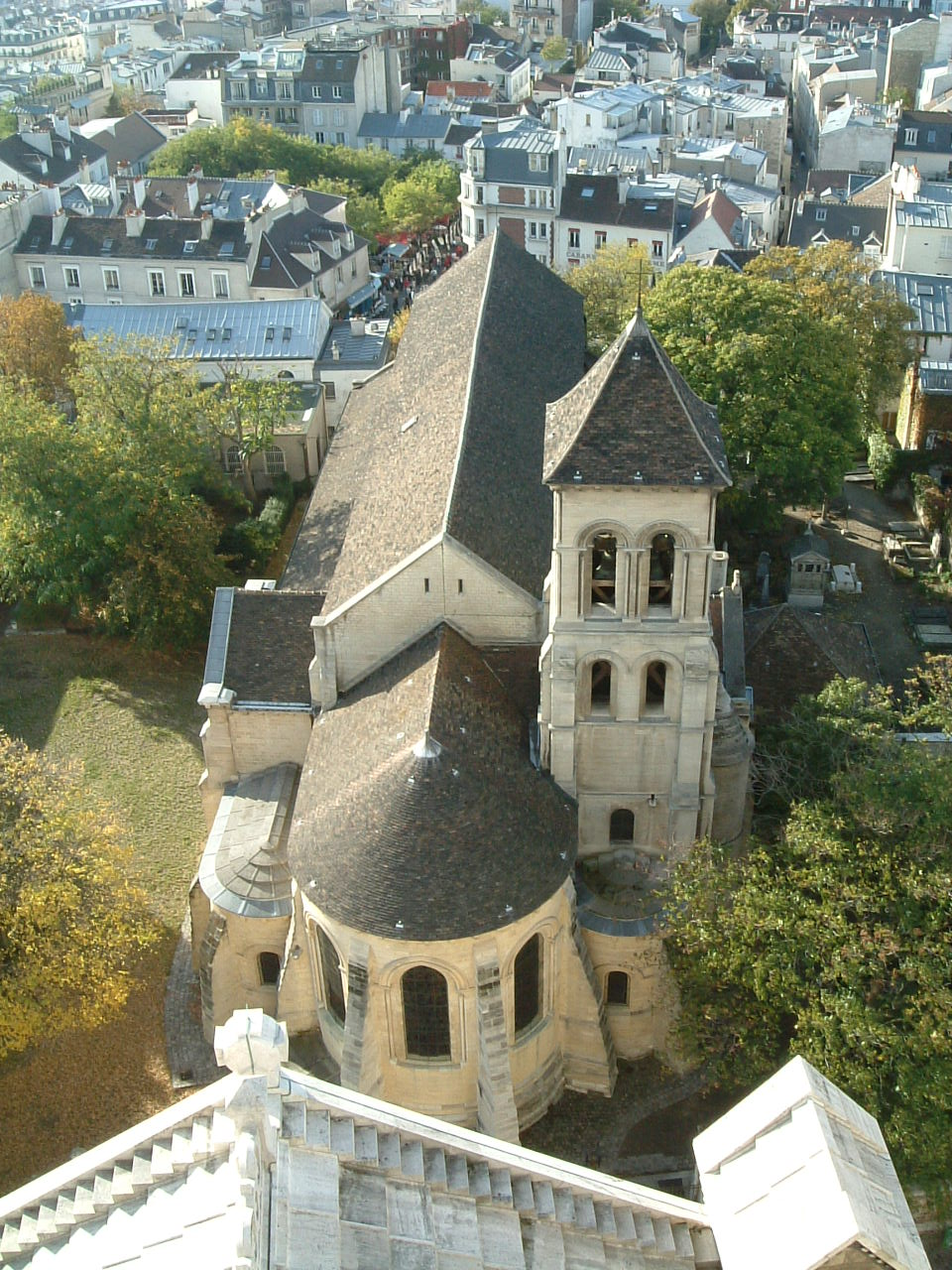
Blick von der Kuppel der Kirche Sacré-Cœur

Die Kirche Saint-Pierre de Montmartre gehört neben den ehemaligen Abteikirchen Saint-Germain-des-Prés und Saint-Martin-des-Champs als ursprünglich romanischer Bau zu den ältesten Kirchen von Paris, jedoch wurden Teile des Mittelschiffs und der Chor erst nach der Mitte des 13. Jahrhunderts vollendet, im Stil des Gothique primitif. Die heutigen Mittelschiffsgewölbe sind sogar erst spätgotisch. Die Kirche steht auf einer Erhebung, der butte Montmartre, ganz in der Nähe der Wallfahrtskirche Sacré-Cœur, in der Rue du Mont-Cenis Nr. 2 im 18. Arrondissement. Neben der Kirche Saint-Jean l’Évangeliste ist die dem Apostel Petrus geweihte Kirche eine der beiden Pfarrkirchen von Montmartre.

## Geschichte
An der Stelle der heutigen Kirche gab es vermutlich bereits im 7. Jahrhundert eine Kapelle. Darauf weisen merowingische Sarkophage hin, die bei der Kirche gefunden wurden. 1133 gründete der französische König Ludwig VI. der Dicke mit seiner Gemahlin Adelheid von Savoyen auf Montmartre ein Benediktinerinnenkloster. Damals entstand die heutige Kirche, die 1147 von Papst Eugen III. geweiht wurde. Nach dem Tod von Ludwig VI. zog sich Adelheid in das Kloster zurück, in dem sie 1154 starb. Ihr Grabstein steht im nördlichen Seitenschiff der Kirche.
Die Kirche wurde sowohl als Pfarrkirche als auch als Klosterkirche genutzt. Die Räume unter den ersten drei Jochen dienten als Pfarrkirche und waren dem Apostel Petrus geweiht, der östliche Teil der Kirche war den Klosterfrauen vorbehalten und Maria und dem heiligen Dionysius von Paris (Denis) geweiht.
1622 glaubte man, unter einer Kapelle auf dem zum Kloster gehörenden Terrain den Ort des sanctum martyrium wiederentdeckt zu haben, an dem um das Jahr 250 – nach der Legende – der heilige Dionysius und seine beiden Begleiter Rusticus und Eleutherius enthauptet worden sein sollen. An dieser Stelle, in der Rue Yvonne-le-Tac Nr. 11, ungefähr 300 Meter von ihren Klostergebäuden entfernt, errichteten die Benediktinerinnen ein Priorat, das sie Abbaye d’en bas (untere Abtei) nannten. 1686 gaben die Benediktinerinnen ihr ursprüngliches Kloster, die Abbaye d’en haut (obere Abtei), auf und ließen sich in der unteren Abtei nieder. Die Klostergebäude der oberen Abtei wurden abgerissen, nur die Kirche, die weiterhin als Pfarrkirche genutzt wurde, blieb erhalten. Während der Französischen Revolution von 1789 wurde auch die untere Abtei aufgelöst und die Gebäude abgerissen.
1794 wurde auf dem Dach des Chores der Kirche ein Turm für den ersten von Claude Chappe entwickelten Telegrafen aufgebaut. Im 19. Jahrhundert verfiel die Kirche so sehr, dass sie beinahe abgerissen worden wäre. Von 1899 bis 1905 erfolgte eine Gesamtrenovierung.

## Architektur

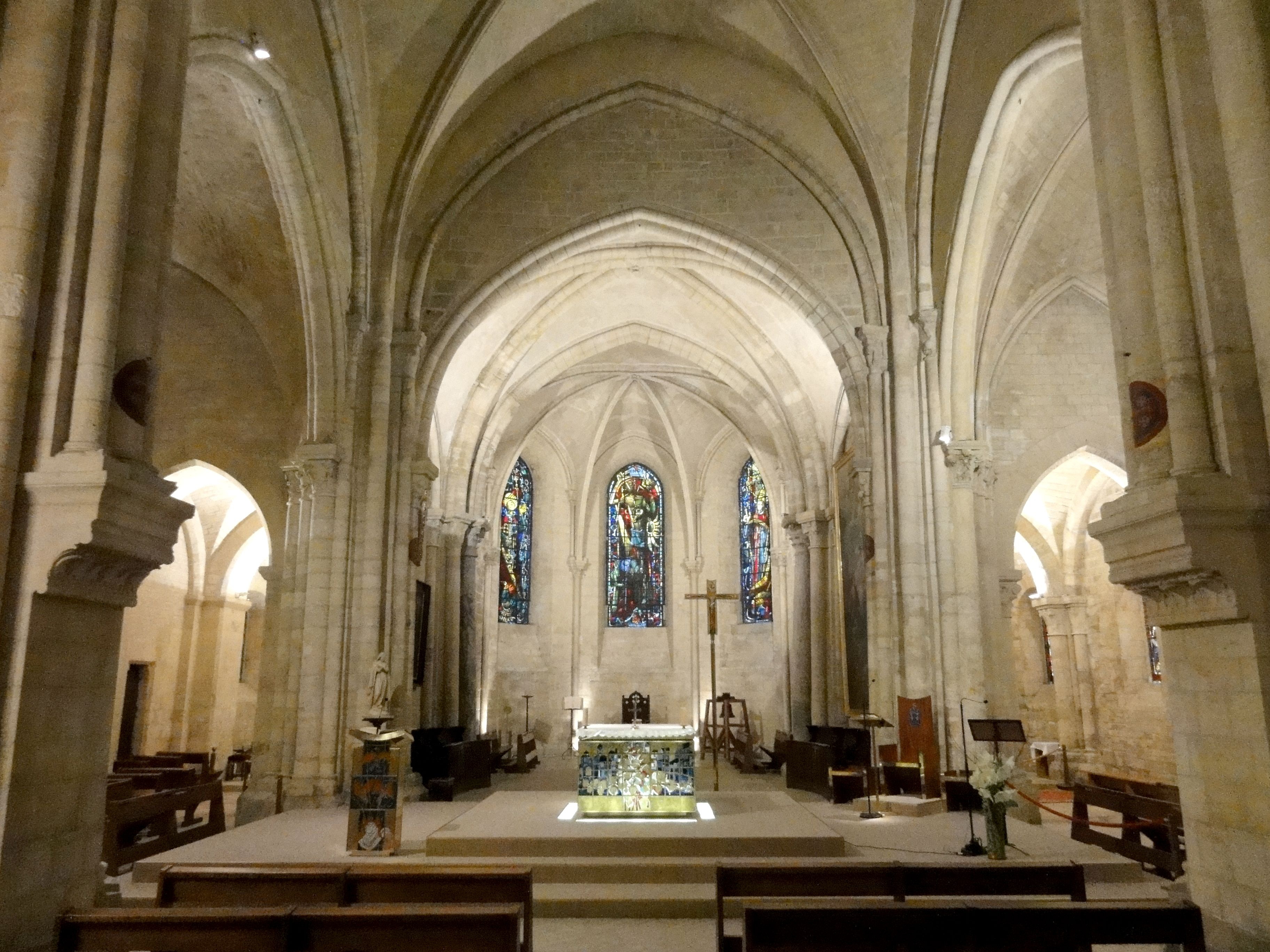
Chor

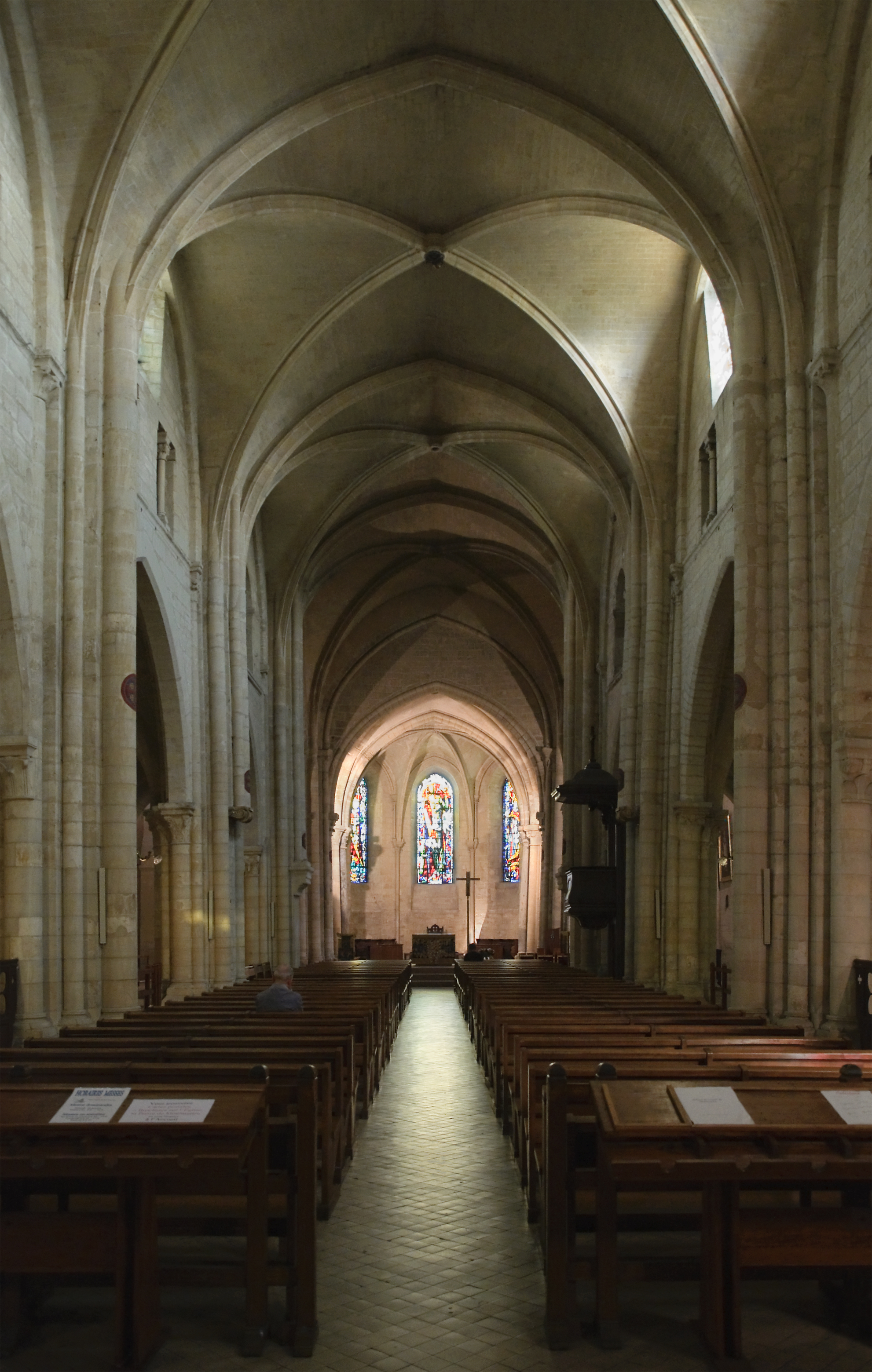
Hauptschiff

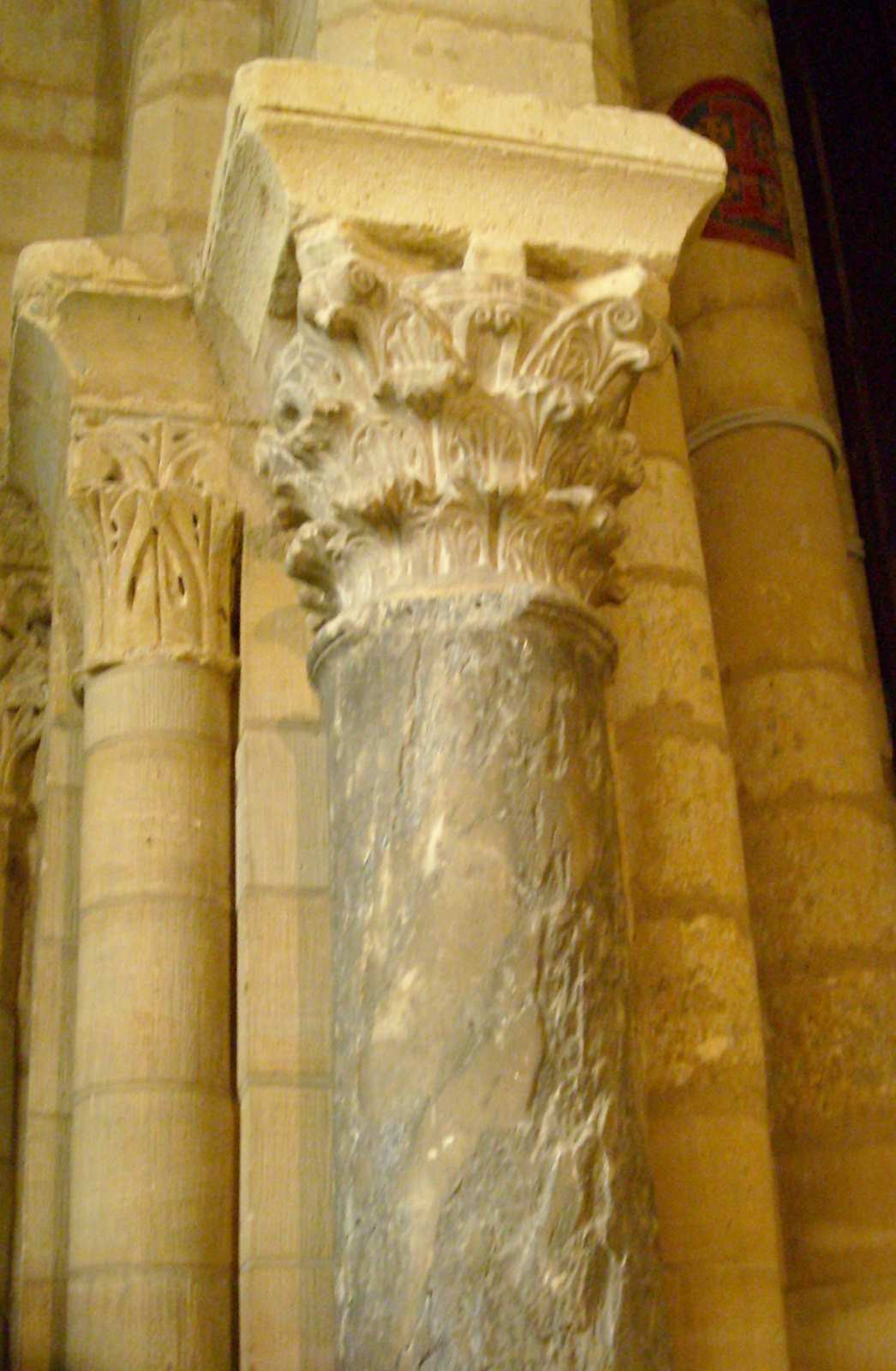
Römische Granitsäule mit Marmorkapitell aus dem 7. Jahrhundert

Saint-Pierre de Montmartre ist eine dreischiffige Pfeilerbasilika mit einem vierjochigen Langhaus. Die Seitenschiffe haben noch romanische Kreuzgratgewölbe, in Längsrichtung spitzbogig, in Querrichtung rundbogig. Die Spitzbogenarkaden die auf Pfeilern mit Säulenvorlagen ruhen, trennen das breitere Mittelschiff von den beiden Seitenschiffen. Die Öffnungen des Triforiums sind Biforien, die waagerecht mit Architraven schließen. Seitenschiffsfenster und Obergaden sind rundbogig. Das Querhaus ragt kaum über das Langhaus hinaus. Zwischen dem Querhaus und der dreiteiligen Apsis liegt ein Chorjoch. Die nördliche Apsis ist der älteste Teil der Kirche. Sie trägt eine Halbkuppel aus unregelmäßigem Mauerwerk und wird von zwei Rundbogenfenstern erhellt. Die Südapsis ist stärker restauriert. Die Mittelapsis mit ihren schlanken Säulen, ihren Kapitellen mit eingerollten Blättern und ihrem Kreuzrippengewölbe gehört bereits der Gotik an und wird von drei großen Spitzbogenfenstern beleuchtet.
Der Gurtbogen am Eingang zur Apsis ruht auf wiederverwendeten Granitsäulen, die aus dem 2./3. Jahrhundert stammen und deren Marmorkapitelle in das 7. Jahrhundert datiert werden. Die mit Palmetten und Blattwerk verzierten Kalksteinkapitelle der Säulen, auf denen die spitzbogigen Schildbögen des Chorjoches aufliegen, sind romanisch. Das Gewölbe der Vierung ruht auf Pfeilern, denen zwölf schlanke Säulen vorgelagert sind. Große Spitzbögen öffnen die Vierung zum Chor wie zu den Querschiffarmen und zum Langhaus. Das an die Vierung anschließende Joch des Hauptschiffes weist größere Unregelmäßigkeiten auf und wird der Entstehungszeit vor 1147 zugerechnet. An den Pfeilern des ersten Joches ist der untere Teil der Säulenvorlagen abgeschlagen. Dort war die Abtrennung zwischen dem Nonnenchor und dem Altar der Pfarrkirche angebracht. Das Kreuzrippengewölbe des Mittelschiffes stammt aus dem späten 15. Jahrhundert. Die Kreuzgratgewölbe der Seitenschiffe wurden bei der Restaurierung Anfang des 20. Jahrhunderts rekonstruiert.
In den Seitenschiffen haben sich Kapitelle erhalten, die mit Akanthus oder Palmblatt verziert sind oder figürliche Szenen aufweisen, wie die Darstellung eines Mannes, der rittlings auf einem Geißbock sitzt, was als Sinnbild der Unzucht gedeutet wird. Die Innenseite der Westfassade flankieren – ähnlich den Säulen im mittleren Chorjoch – zwei wiederverwendete Säulen aus römischer Zeit mit Marmorkapitellen aus dem 7. Jahrhundert. Auf einem Kapitell ist auf der Eckvolute ein Prankenkreuz eingemeißelt.
Die Westfassade der Kirche wurde im 18. Jahrhundert neu gestaltet.

## Bleiglasfenster
Die Bleiglasfenster der Kirche wurden 1953/54 von Max Ingrand (1908–1969) geschaffen. Auf dem mittleren Chorfenster ist die Kreuzigung Christi dargestellt. Das linke Fenster ist Petrus, dem Schutzpatron der Kirche, gewidmet und das rechte Fenster dem heiligen Dionysius, der als Märtyrer und erster Bischof von Paris verehrt wird. Die Fenster des Langhauses stellen Szenen aus dem Leben des Apostels Petrus dar. Auf der Südseite wird an seine Berufung, seine Einsetzung in das Bischofsamt, seine Befreiung aus dem Gefängnis und seine Kreuzigung erinnert. Die Fenster der Nordseite schildern die Auffindung der Steuermünze, seinen Gang über das Wasser und die Verleugnung Jesu.

## Ausstattung
- In der Südapsis steht ein ovales Taufbecken, auf das ein Wappen, die zwei Schlüssel des Apostels Petrus und das Datum 1537 eingemeißelt sind.
- Im nördlichen Seitenschiff befindet sich der Grabstein von Adelheid von Savoyen, der Gründerin des Klosters.
- In der nördlichen Apsis ist der Grabstein der vorletzten Äbtissin des Klosters, Catherine de la Rochefoucauld († 1760), erhalten.
- Die Bronzetüren des Eingangsportals stammen wie der Kreuzweg in der Kirche von dem Bildhauer Tommaso Gismondi aus dem Jahr 1980.

## Orgel

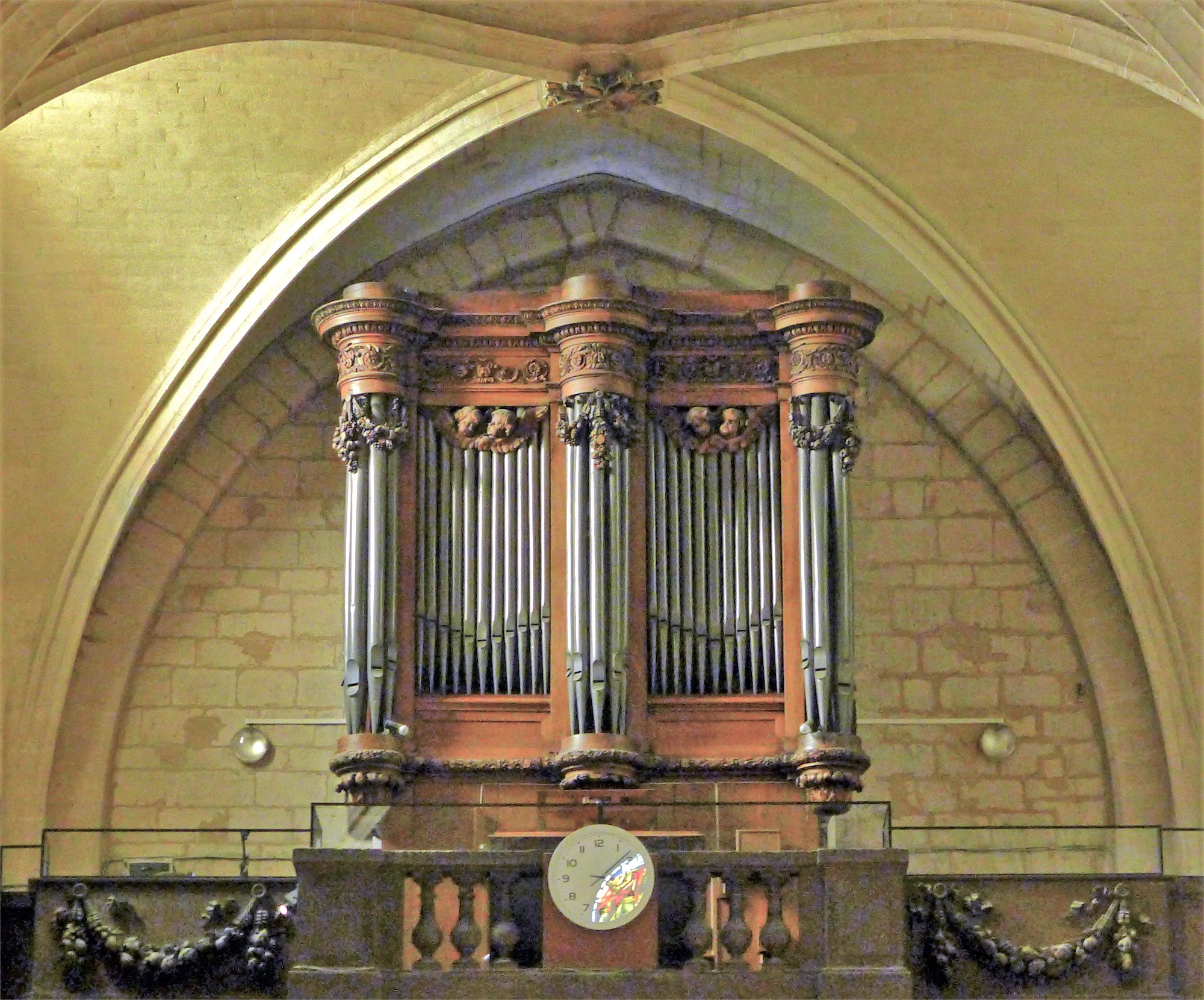
Orgelprospekt

Die Orgelempore geht auf das 18. Jahrhundert zurück, die Orgel von Aristide Cavaillé-Coll wurde 1869 eingebaut. Das Instrument hat zwölf Register auf zwei Manualen und Pedal. Die Spiel- und Registertrakturen sind mechanisch.
| I Grand Orgue C–g3 |          |     |
| 1.                 | Bourdon  | 16′ |
| 2.                 | Montre   | 08′ |
| 3.                 | Flûte    | 08′ |
| 4.                 | Prestant | 04′ |

| II Récit expressif C–g3 |                  |    |
| 5.                      | Bourdon          | 8′ |
| 6.                      | Gambe            | 8′ |
| 7.                      | Voix céleste     | 8′ |
| 8.                      | Flûte octaviante | 4′ |
| 9.                      | Plein-jeu III    |    |
| 10.                     | Trompette        | 8′ |
| 11.                     | Basson-hautbois  | 8′ |

| Pédale C–f1 |          |     |
| 12.         | Soubasse | 16′ |

- Koppeln: II/I (auch als Suboktavkoppel), I/P, II/P
- Tremblant (für die ganze Orgel)